# Баянмунх
Баянмунх (монг. Баянмөнх) — сомон аймаку Хентій, Монголія. Площа 2,5тис. км², населення 1,8 тис. Центр сомону селище Улаан Єрег лежить за 273 км від Улан-Батора, за 96 км від міста Ундерхаан.

## Рельєф
Територією течуть річки Херлен (Керулен) та її притоки Ценхер та ін..

## Природа
65 тисяч голі великої рогатої худоби Водяться лисиці, вовки, корсаки, борсуки, манули.

## Корисні копалини
Сомон багатий на плавиковий шпат, точильний камінь.

## Соціальна сфера
Є школа, лікарня, культурний тв торговельно-обслуговуючий центр.